# Isane
Isane – wieś w zachodniej Norwegii, w okręgu Sogn og Fjordane, w gminie Bremanger. Wieś leży u ujścia rzeki Storelva, na zachodnim brzegu fiordu Isefjorden (odnogi fiordu Nordfjord), wzdłuż norweskiej drogi nr 614. Isane znajduje się 9 km na północ od miejscowości Ålfoten i około 33 km na wschód od centrum administracyjnego gminy - Svelgen.
W miejscowości znajduje się terminal promowy, z którego kursuje prom na trasie Isane - Stårheim, dzięki któremu mieszkańcy mają ułatwiony dostęp na drugi brzeg Nordfjordu.
We wsi swój początek ma tunel - Isetunnelen - przebiegający pod górą Aksla i łączący Isane z miejscowością Ålfoten
We wsi w 2001 roku mieszkało 42 osoby.

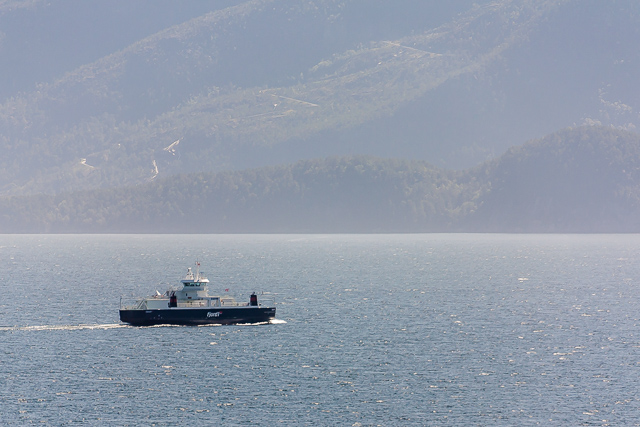
Prom: Stårheim - Isane